# Brezová pod Bradlom
Brezová pod Bradlom és una ciutat d'Eslovàquia. Es troba a la regió de Trenčín.

## Història
La primera menció escrita de la vila es remunta al 1262.

## Demografia
| Godina             | 1994 | 2004   | 2014   | 2024   |
| ------------------ | ---- | ------ | ------ | ------ |
| Nombre de persones | 5693 | 5452   | 4996   | 4543   |
| Diferència         |      | −4,23% | −8,36% | −9,06% |

| Godina             | 2023 | 2024   |
| ------------------ | ---- | ------ |
| Nombre de persones | 4607 | 4543   |
| Diferència         |      | −1,38% |

## Ciutats agermanades
- Břeclav, República Txeca
- Nová Lhota, República Txeca
- Pohořelice, República Txeca
- Paulhan, França
- Kočovce, Eslovàquia

1. 1 2  «Počet obyvateľov podľa pohlavia - obce (ročne) [om7101rr_obce=AREAS_SK]».   Statistical Office of the Slovak Republic, 31-03-2025. [Consulta: 31 març 2025].